# Peak District
Peak District je hribovito področje v osrednji in severni Angliji, ki leži predvsem v severnem Derbyshireu, zajema pa tudi dele Cheshirea, Greater Manchestera, Staffordshirea in južnega in zahodnega Yorkshirea. Pred reorganizacijo lokalne samouprave leta 1974, je Narodni park ležal v zgodovinskih okrajnih mejah Derbyshirea, Cheshirea, Staffordshirea in West Riding of Yorkshire.
Območje je zelo raznoliko in se deli na severni Dark Peak, kjer je večina močvirij in katere geologija je peščenjak in južni White Peak, kjer živi večina prebivalstva in kjer geologija temelji predvsem na apnencu.
Narodni park Peak District je bil imenovan leta 1951 in je prvi narodni park v Združenem kraljestvu. Bližina večjih mest Manchester in Sheffield in okraji Lancashire, Greater Manchester, Cheshire, Staffordshire in South in West Yorkshire, skupaj z enostavnim dostopom po cesti in železnici, prispevajo k njegovi priljubljenosti. Za park Peak District nekateri trdijo, da pritegne približno 22 milijonov obiskovalcev na leto, zaradi česar je drug najbolj obiskan narodni park na svetu (po narodnem parku gore Fudži-Hakone-Izu na Japonskem). Uprava parka ne verjame v te podatke, sama ocenjuje, da je obiskovalcev približno 10 milijonov vsako leto.

## Geografija
Peak District predstavlja južni konec Peninov. Velik del območja so visoka barja na nadmorski višini 300 m, z najvišjim vrhom Kinder Scout (636 m). Kljub svojemu imenu, pokrajina nima ostrih vrhov, so le zaobljeni griči in peščene brežine. Območje je obdano z velikimi somestji, vključno Huddersfield, Manchester, Sheffield, Derby in Stoke-on-Trent.
Nacionalni park obsega 1440 km2. Njegove severne meje ležijo vzdolž ceste A62 med Marsdenom in Melthamom, severovzhodno od Oldhama, njegova najjužnejša točka je na cesti A52 na obrobju Ashbourne v Derbyshireu. Meje Parka izključujejo velike pozidane površine in industrijska območija. Zlasti so mesto Buxton in sosednji kamnolomi so na koncu koridorja Peak Dale, obdana na treh straneh s parkom. Mesto Bakewell in številne vasi pa so vključene v okvir meja. Od leta 2010, je to peti največji narodni park v Angliji in Walesu. V Veliki Britaniji poimenovanje "Narodni park" pomeni, da se tam načrtujejo omejitve neustreznega razvoja za zaščito območja in Uprava park to nadzoruje, vendar pa to ne pomeni, da je zemljišče v lasti vlade ali da je nenaseljeno
12 % narodnega parka Peak District je v lasti National Trust, dobrodelne organizacije, ki si prizadeva za ohranjanje zgodovinske in naravne krajine. Ta ni financirana od države. Tri Trustova posestva (High Peak, South Peak in Longshaw) vključujejo ekološko ali geološko pomembna področja Bleaklow, Derwent Edge, Hope Woodlands, Kinder Scout, Leek and Manifold, Mam Tor, Dovedale, Milldale and Winnats Pass. Uprava Parka ima neposredno v lasti okoli 5%, drugi večji posestniki so vodnogospodarska podjetja.

## Geologija
Peak District je nastal skoraj izključno iz sedimentnih kamnin iz let v obdobju karbona. Obsega apnenec, peščenjak in sloje premoga, čeprav je slednji le na skrajnem robu območja. Poleg tega obstajajo redki izdanki magmatskih kamnin (lave, tufe in druge vulkanske kamnine).
Splošna geološka struktura Peak Districta je široka kupola (glej sliko spodaj), katerega zahodni deli so najbolj intenzivno nagubani. Dviganje in erozija sta dejansko oblikovali vrhove v kupole in ustvarile koncentrične grebenske vzorce, z deli premogovih kamnin na vzhodnem in zahodnem robu, apnenca v jedru in s posameznimi skalami v obliki mlinskih kamnov ali megalitov med tema dvema. Južni rob je prekrit s peščenjaki triasne starosti, čeprav ti komaj posegajo v narodni park.
Osrednji in južni del Peak Districta, kjer je apnenec pri ali blizu površja, je poznan kot White Peak v nasprotju z Dark Peak, za katerega je značilen peščenjak (mlinski kamen) na površju in je večji del močvirnat.
Premiki zemlje med in po obdobju karbonu so povzročili dvig območja in, zlasti na zahodu, pregibanje plasti kamnin vzdolž osi sever-jug. Regija je postavljena v smeri sever-jug, kar je povzročilo kupolam podobne oblike in skrilavec in peščenjak je nosilo proč, dokler ni bil izpostavljen apnenec. Ob koncu tega obdobja je zemljina skorja tukaj potonila, pokrilo jo je morje in odlagali so se novi sedimenti.
V območju apnenca so nastale žile kjer so kopali svinec že od rimskih časov.
Peak District je bil prekrit z ledom v vsaj eni od ledenih dob v zadnjih 2 milijonih let (verjetno poledenitev pred približno 450.000 leti), kar dokazujejo ledeniški balvani ali glinene skale, ki jih je mogoče najti v prostoru. Ni pa ga pokrival led v zadnji ledeni dobi, ki je dosegla svoj vrh pred približno 20.000-22.000 leti. Ledeniški voda je ustvarila kompleks zavitih kanalov ob robu Peak Districta v tem obdobju. Ledeniška voda je prav tako prispevala k nastanku in razvoju mnogih jam na območju apnenca. V njih so našli ostanke divjih živali.
Različne vrste kamnin, ki ležijo pod zemljo močno vplivajo na pokrajino. Določajo vrsto vegetacije, ki bo rasla in na koncu vrste živali, ki bodo naselile območje. Apnenec ima razpoke in je topen v vodi, zato so reke ustvarile ozke in globoke doline. Te reke nato pogosto najdejo pot pod zemljo in ustvarjajo jamske sisteme. Peščenjak pa je netopen, vendar porozen, tako da vpija vodo, ki pronica skozenj, dokler ne doseže manj porozne skrilavce pod njim in ustvarja izvire. Skrilavci so krušljivi in zlahka razpadejo zaradi zmrzali in tako tvorijo območja, ki so občutljiva za zemeljske plazove, kot je to na Mam Tor.

## Vode
Visoka barja na planoti Dark Peak in visoki grebeni White Peak so vir številnih rek. V poročilu Manchester Corporation, je inženir John Frederick Bateman leta 1846 zapisal:
 V razdalji deset ali dvanajst milj od Manchestra, ali šest ali sedem milj od obstoječih zajezitev na Gorton, je pas gora bogat z izviri najčistejše kakovosti. Fizikalne in geološke značilnosti ponujajo značilne lastnosti za zbiranje, shranjevanje in oskrbo z vodo za uporabo v mestih na ravninah spodaj, da sem presenečen, da so bili spregledani. — John Frederick Bateman
Bil je na Longdendale in v zgornji dolini reke Etherow. Zahodno stran Peak District odtekajo reke Etherow, Goyt in Tame, ki so pritoki reke Mersey. Severovzhod se izprazni s pritoki reke Don, pritok Yorkshire Ouse. Od pritokov reke Trent, ki odteče na jug in vzhod, je njbolj pomembna reka Derwent. Izvira v Peak District na Bleaklow samo vzhodno od Glossopa in teče skozi Zgornjo dolino Derwent s svojimi tremi zajezitvami (Howden, Derwent in Ladybower). Reki Noe in Wye sta pritoka. Reki Manifold in Dove sta reki na jugozahodu in izvirata na Axe Edge Moor, in se izlivata v Trent, medtem ko se reka Dane izliva v reko Weaver.
Reke na območju parka Peak District so zajezili za zagotavljanje energije za številne vodne pogone mlinov.
Vode iz Dark Peaka napajajo Ashton Canal in Huddersfield Narrow Canal, vode iz White Peaka pa Macclesfield kanal. Zunaj narodnega parka, a v širšem področju, je bil zgrajen Peak Forest prekop, da bi vozili apno iz kamnolomov na Dove Holes za gradbeno industrijo. Jugovzhodno od narodnega parka, je odsluženi Cromford Canal, ki je prej služil rudnikom svinca v Wirksworthu in mlinom Sira Richarda Arkwrighta.
Velike zajezitve vzdolž doline Longdendale znani kot Longdendale veriga so bili načrtovani v letu 1840 in dokončani v februarju 1877. Bili so bistvenega pomena za lokalno industrijo in pogoj za čisto vodo za Manchester. Zajezitve v Zgornji dolini Derwent so bile zgrajene v sredini 20. stoletja za oskrbo s pitno vodo v East Midlands in South Yorkshire.

## Podnebje
Večina območja ne presega 300 m nadmorske višine in je na zahodu države na geografski širini 53 stopinj, Peak District ima relativno visoko količino letnih padavin, v povprečju 1025 mm (podatek 1999). Dark Peak prejmejo več padavin v primerjavi z White Peak, saj so višji. Povprečne temperature so enake kot v Angliji in Walesu okoli 10,3 °C. V letih od 1970 so v Dark Peak redno zabeležili več kot 70 dni sneženja. Griči narodnega parka so dolgo neprekinjeno pokriti s snegom v posameznih zimah.

## Gospodarstvo
Turizem je glavni lokalni zaposlovalec prebivalcev parka (24 %), v predelovalni industriji jih dela 19 %, v rudarstvo 12 %. Samo 12 % je zaposleno v kmetijstvu. Cementarna deluje v Hope in je največji posamezni delodajalec v parku. Turizem po ocenah zagotovi 500 delovnih mest s polnim delovnim časom, 350 za krajši delovni čas in 100 sezonskih delovnih mest.
Apnenec je najbolj pomemben mineral, kamnolomi so predvsem za ceste in cement. Kamnolomi peščenjaka so delali za gradnjo stanovanj. Rudarjenje ni več ekonomično, se pa je uveljavilo pridobivanje fluorita, barita in kalcita iz svinčevih žil v malem rudniku Blue John pri Castletonu.
Izviri pri Buxtonu in Ashbourneu se izkoriščajo za proizvodnjo ustekleničene mineralne vode, veliko nasadov se uporablja za les. Na območju narodnega parka obstaja približno 2700 kmetij, večina mlajših od 40 hektarjev. Pri 60% kmetijah ima kmet tudi drugo službo.

## Zgodovina

### Zgodnja zgodovina
Peak District je bil poseljen že v najzgodnejših obdobjih človekovega delovanja, kot je razvidno iz priložnostnih najdb mezolitskih artefaktov iz kremena in palaeogeografskih dokazov iz jam v Dovedale in drugod. Obstajajo tudi dokazi iz neolitika, iz nekaterih monumentalnih jam ali grobnih gomil, kot je v Margery Hill. V bronasti dobi je bilo območje dobro poseljeno in obdelano in dokazi o teh ljudeh so v Arbor Low v bližini Youlgreave ali Nine Ladies Stone Circle na Stanton Moor. V istem obdobju in v železni dobi, je bilo ustvarjenih več pomembnih gradišč kot je ta v Mam Tor. Rimska okupacija je redka, a so Rimljani vsekakor izkoristiti bogate mineralne žile na območju, in v območju Buxtona uredili dobre poti. Nekaj je bilo rimskih naselbin, vključno z eno v Buxtonu, znana kot izvir Aquae Arnemetiae.
Teorije za izpeljavo imena Peak District vključuje idejo, da je prišel iz Pecsaetan ali peaklanders, po anglosaškem plemenu, ki je poseljevalo osrednji in severni del območja v 6. stoletju našega štetja.

### Rudnin in kamnine
V srednjem in zgodnjem novem veku je bila zemlja pretežno kmetijska, kar je še danes, ovčerej je bila glavna dejavnost v teh gorskih gospodarstvih. Vendar pa je od 16. stoletja dalje mineralno in geološko bogastvo Peaka postajalo vedno bolj pomembno. Ne samo svinec, tudi premog, fluorit, baker, cink, železo, mangan in srebro so tukaj kopali. Celia Fiennes, ki opisuje svojo pot skozi Peak leta 1697, je zapisal:
... Ti skalnati griči, katerih drobovje je polno rudnikov vseh vrst od črnih in belih in pisanega marmorja, nekateri pa imajo rudnike bakra, drugi cinka in svinca, in kateri je odličen trgovec srebra. — Celia Fiennes

### Razvoj turizma
Območje je bilo turistična destinacija že mnoga stoletja De Mirabilibus Pecci ali Sedem čudes Peaka Thomasa Hobbesa, so bili objavljeni leta 1636. Število obiskovalcev se ni bistveno povečala do viktorijanske dobe, ko je bila zgrajena železnica in s tem zagotovljen lahek dostop, vedno večja je bila kulturna zavest do slikovite in romantične krajine. Vodnika, kot sta Johna Maweja Mineralogija Derbyshire (1802) in Williama Adama Gem of the Peak (1843), sta ustvarila zanimanje za edinstveno geologija tega območja.
Buxton ima dolgo zgodovino kot zdraviliško mesto zaradi svojega geotermalnega izvira, ki se dviga s konstantno temperaturo 28 °C. Rimljani so okoli leta 78 zgradili naselje Aquae Arnemetiae, zdravilišče lokalne boginje. Znano je, da sta Bess iz Hardwicka in njen mož grof Shrewsbury, »vzela vodo« v Buxtonu leta 1569 in jo prinesla Mariji, škotski kraljici leta 1573. Mesto je pridobilo na pomenu v poznem 18. stoletja, ko se je 5. vojvoda Devonshireski razvil terme. Železnica dosegla Buxton leta 1863. Buxton ima veliko opaznih stavb, kot so toplice Royal Crescent Johna Carra, Devonshire (1780-1789), Natural Bath in The Pump Room Henryja Curreya. Pavilion Gardens so bili urejeni leta 1871. Operna hišo je zasnoval Frank Matcham leta 1903 in je največja operna hiša v državi. Matcham je bil gledališki arhitekt, ki je zasnoval London Palladium, London Coliseum, in Hackney Empire.
Javni dostop in rekreacija je v tem območju velika tradicija. Peak District je naravno zaledje in podeželje za pobeg ljudi iz industrijskega Manchestera in Sheffielda in je še vedno dragocen vir za izrabo prostega časa

### Moderna zgodovina
Kinder Trespass je leta 1932 postal mejnik v kampanji za nacionalne parke in odprt dostop do močvirij v Veliki Britaniji. V času, ko so bila taka odprta barja zaprta za vse, so bili močni interesi veleposestnikov, ki so jih uporabljali le 12 dni na leto. Naarodni park Peak District je postal prvi nacionalni park v Veliki Britaniji 17. aprila 1951. Prva dolga peš pot v Veliki Britaniji je bila Pennine Way, ki je bila odprta leta 1965 in se začne pri Nags Head Inn v Grindsbook Booth, ki je del naselja Edale.
Severna barja pri Saddleworthu in Wessendenu nad Melthamom so zaslovela leta 1960 kot grobišče več otrok umorjenih od Iana Bradyja in Myra Hindley

## Dejavnosti
Peak District ponuja možnosti za številne vrste dejavnosti na prostem. Obsežno omrežje javnih pešpoti in številne dolge pešpoti obsegajo skupaj več kot 2900 km. Velike površine odprtega dostopa so na voljo za planinarjenje in pohodništvo. Jahanje in gorsko kolesarjenje je pogosta rekreacija. Uprava parka ima več centrov.
Številne peščenjakove stene, kot sta Stanage Edge in The Roaches, so priznana skalna plezališča v svetu. Jama Thor je bila raziskana v začetku že leta 1950.
Peak Cavern je največji in najpomembnejši jamski sistem, ki je tudi povezan s sistemom Speedwell v Winnatsu. Edini pomembni brezni sta Eldon Hole in Nettle Pot.
Nekatere od velikih zajezitev na tem območju, na primer Carsington Water, so postali centri za vodne športe, vključno jadranje, ribolov in vožnja s kanuji. Tu so še zračni športi, kot je letenje z zmaji in padalstvo, opazovanje ptic, tek, vožnja izven cest in orientacija.

## Vprašanja ohranjanja
Bližina večjih urbanih aglomeracij (po ocenah živi v eni uri vožnje 20 milijonov ljudi)  predstavlja edinstven izziv za upravljanje območja. Narodnega parka Peak District in National Trust. Z drugimi lastniki zemljišč poskušajo uravnotežiti vodenje gorskega območja pokrajine, dostopne za obiskovalce za rekreacijo, hkrati pa jo varovati pred intenzivnim kmetijstvom, erozijo in pritiskom obiskovalcev. Neizogibna je napetost med potrebami 38.000 prebivalcev v narodnem parku in več milijonov ljudi, ki ga vsako leto obiščejo ter varstvenimi zahtevami območja.
Neenakomerna porazdelitev obiskovalcev ustvarja dodatne napetosti. Več kot 60% vseh obiskov je skoncentrirano v območja Bakewell, Castleton in Hope Valley, Chatsworth, Hartington in zajezitve, pri čemer so obdobje maj-september in nedelja najbolj obremenjeni dnevi.

## Peak District v literaturi in umetnosti
Pokrajina Peaka je bila navdih za pisce v več stoletjih. Različni kraji v Peak District je ugotovil Ralph Elliott in drugi kot lokacije v pesmih iz 14. stoletja Sir Gawain and the Green Knight.
Ključni prizori v romanu Jane Austen (1813) Prevzetnost in pristranost, so določeni v Derbyshire Peak District. Peveril of the Peak (1823), zgodovinski roman Sira Walterja Scotta se dogaja na gradu Peveril, Castleton v času vladanja Karla II. William Wordsworth je bil pogost obiskovalec Matlocka. Peak je navdihnil nekaj njegovih pesmi, vključno s sonetom iz 1830 Chatsworth House. Vas Morton v romanu Jane Eyre od Charlotte Brontë (1847) temelji na Hathersage, kjer je Brontë ostal v letu 1845, in Thornfield Hall so lahko navdih v bližini North Lees Hall. Snowfield v Georgea Eliota prvem romanu Adam Bede (1859) verjamejo, da mora temeljiti na Wirksworth, kjer je njen stric upravljal mlin.
Veliko kriminalk in del groze je opisovalo Peak. The Terror of Blue John Gap Sira Arthurja Conana Doyla (1859-1930) pripoveduje strašne dogodke v rudnikih Blue John, in Sherlock Holmes raziskuje ugrabitev otroka v regiji v The Adventure of the Priory School. Itd.
Drugi pisatelji in pesniki, ki so živeli ali obiskali Peak so: Samuel Johnson, William Congreve, Anna Seward, Jean-Jacques Rousseau, Lord Byron, Thomas Moore, Richard Furness, D. H. Lawrence, Vera Brittain, Richmal Crompton and Nat Gould.
Pokrajina in zgodovinski dvorci v Peaku so zelo popularna lokacija za film in televizijo. Klasični film iz leta 1955 The Dam Busters je bil posnet v Zgornji dolini Derwent, v katerih so potekali praktični leti za bombne napade na jezovih Ruhr v času druge svetovne vojne. V zadnjem filmu Pride and Prejudice, je Longnor kot Lambton, Lyme Park in Chatsworth House pa sta Pemberley. Haddon Hall ni samo dvojnik za Thornfield Hall v dveh različnih izvedbah Jane Eyre, ampak tudi v drugih filmih vključno Elizabeth, The Princess Bride in The Other Boleyn Girl. Televizijska nadaljevanja Peak Practice je postavljena v fiktivni vasi Cardale v Derbyshire Peak District